# Typogram (kartografia)
Typogram – metoda przedstawiania na mapach zjawisk wielocechowych, opracowana przez Franciszka Uhorczaka.
Typogram jest odmianą ekonografu – czworobocznego, deltoidalnego diagramu, zaprezentowanego w 1922 przez australijskiego geografa Griffitha Taylora. Ekonograf został skonstruowany w ten sposób, że na czterech prostopadłych osiach wychodzących z jego środka odcięto wielkości liczbowe czterech wybranych zjawisk, a końce osi połączono prostymi odcinkami. Skale poszczególnych osi mogą być różne. Taylor użył ekonografu do przedstawienia na mapie czterech wybranych czynników wpływających na osadnictwo: temperatury (w °C), opadów (w mm), zasobów węgla (w tys. ton na jednostkę powierzchni) i wysokości, na której leży miejscowość (w m n.p.m.).
Franciszek Uhorczak zaproponował podobny sposób przedstawienia nie czterech zjawisk, ale jednego, strukturalnie złożonego. Na każdej osi odkłada się dane statystyczne dotyczące przyjętego elementu (kategorii zjawiska). Liczba osi może być różna od 4, zależnie od tego, ile przedstawia się elementów struktury danego zjawiska. Ten sposób prezentacji, specyficzną odmianę kartodiagramu gwiaździstego, Uhorczak nazwał typogramem. Podobne właściwości ma czworo- oraz sześcioboczny wykres biegunowy. 
Niektórzy autorzy nie stosują rozróżnienia na ekonograf i typogram, i diagram przedstawiający cztery zjawiska również nazywają typogramem. Typogramy mogą przedstawiać od 3 do 8 zjawisk, jednak te bardziej złożone stają się mniej czytelne.
Forma graficzna typogramu dość sugestywnie pokazuje nie tylko zmienność prezentowanych cech, ale też ich wzajemne relacje, co pozwala na wyznaczanie typów zjawiska (np. rolnictwa). To łatwe określenie typu zjawiska, na który wskazuje zwarta wizualnie figura o zmieniającym się kształcie (typogramy rozciągnięte w pionie prezentują jeden typ rolnictwa, a spłaszczone poziomo – inny), jest główną zaletą typogramu. Dla jeszcze lepszej rozpoznawalności typów zjawiska można podzielić diagram na barwne sektory, ograniczone symetralnymi kątów między osiami. 
Należy pamiętać, że w typogramie istotna jest długość poszczególnych osi, a nie powierzchnia poszczególnych sektorów, jak w większości kartodiagramów.
Można wyróżnić następujące rodzaje typogramów:
- typogram strukturalny – gdy na osiach odłożymy procenty poszczególnych elementów zjawiska (suma wartości na wszystkich osiach typogramu wyniesie 100%),
- typogram sumaryczny (wagowy) – wyznaczony na podstawie wielkości zjawiska nie w stosunku do jednostki reprezentowanej przez typogram, ale do wielkości na całym kartowanym obszarze (suma wartości na odpowiednich, np. lewych, osiach wszystkich typogramów wyniesie 100%),
- typogram dynamiczny – powstały z nałożenia typogramów strukturalnych lub wagowych z różnych okresów dla tej samej jednostki.

Mapa, na której zaprezentowano zjawiska za pomocą typogramu, nazywa się kartotypogramem.